# Наші гаї
Наші Гаї — ландшафтний заказник місцевого значення в Україні, лісові масиви в межах населеного пункту села Великих Гаїв Тернопільського району Тернопільської області.

## Пам'ятка
Створений відповідно до рішення Тернопільської обласної ради № 990 від 17 червня 2010 року.
Перебуває у віданні Великогаївської сільської громади, раніше — Великогаївської сільської ради Тернопільського району.

## Характеристика
Площа — 39,9 га.

## Світлини

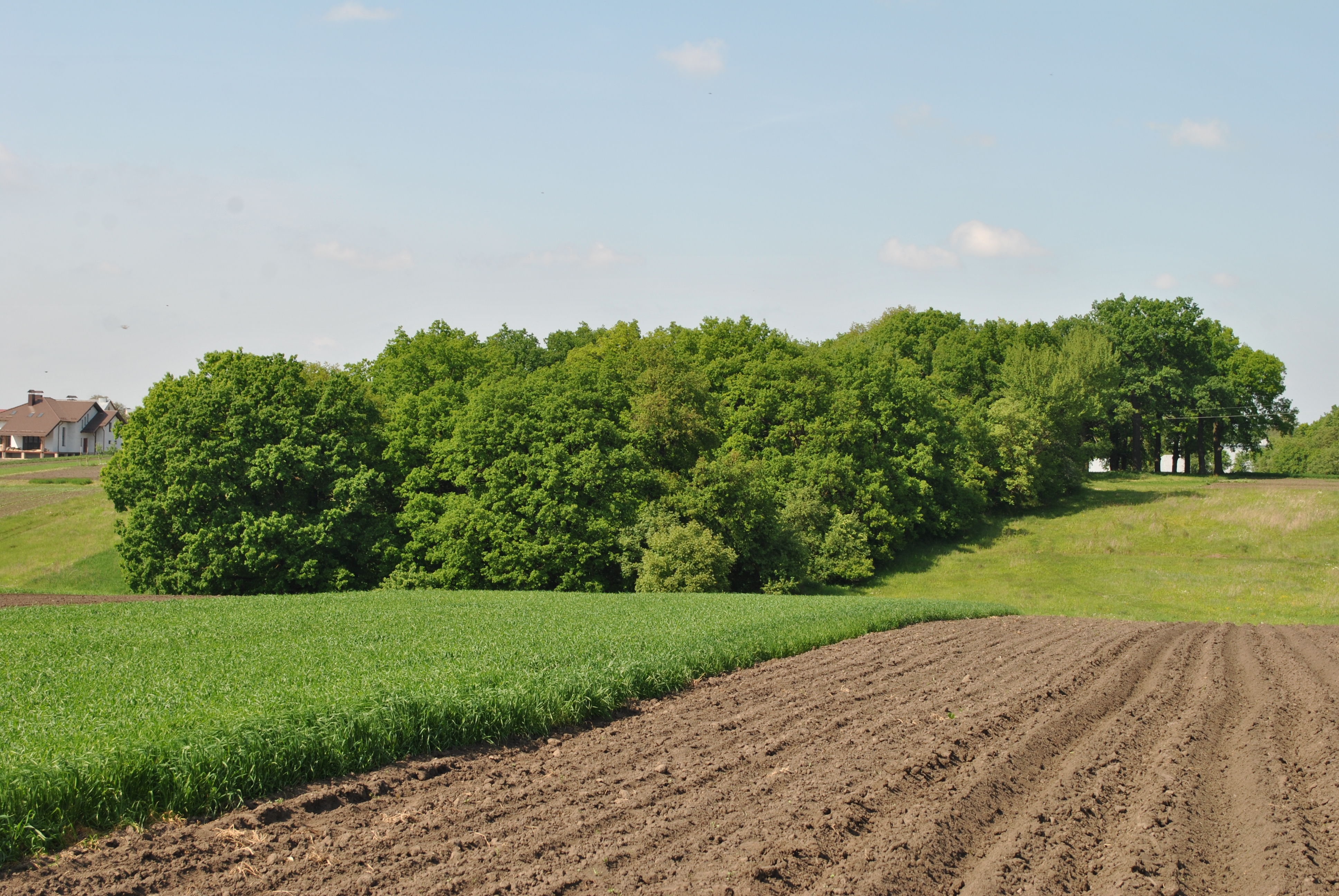
Гай у південній частині села
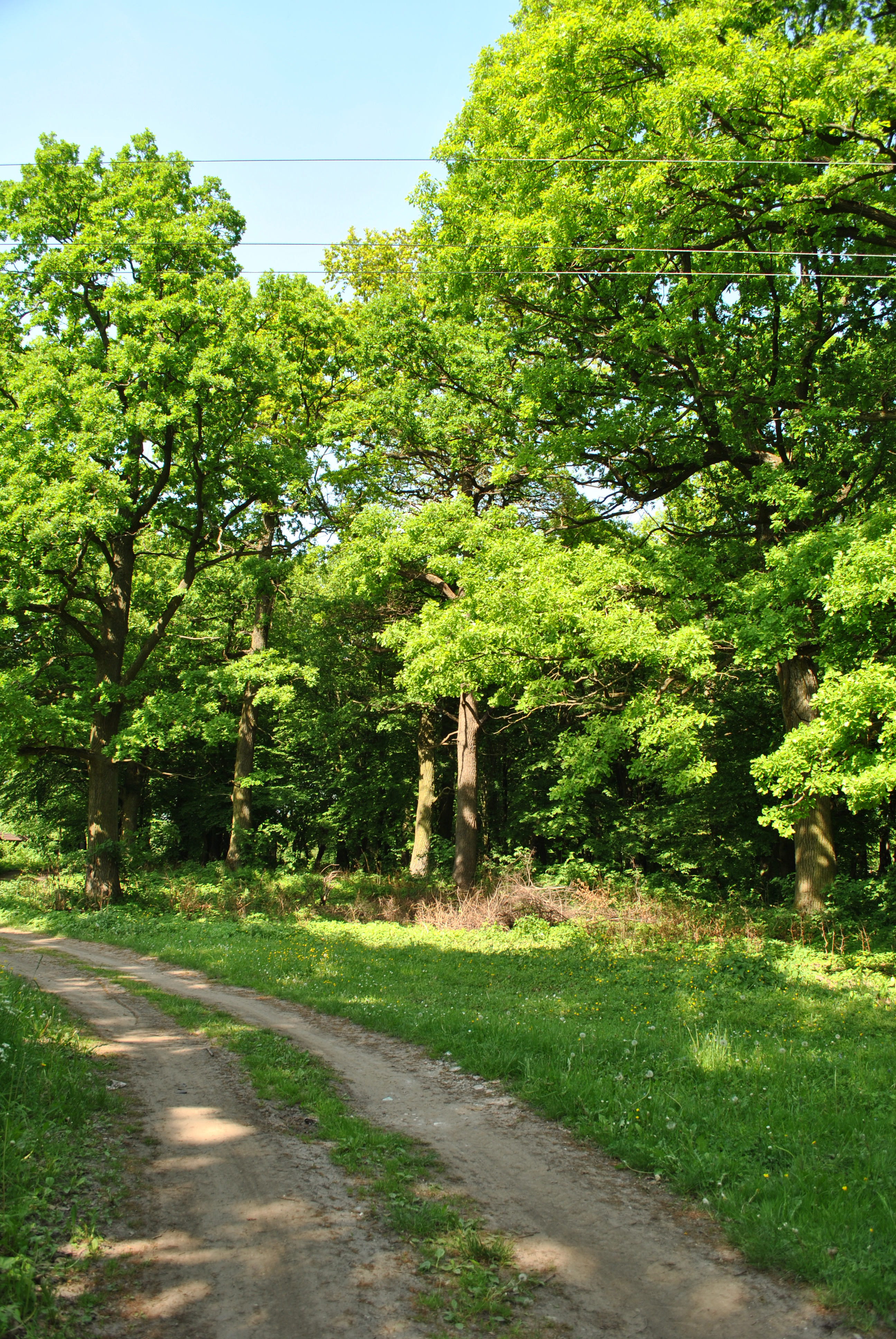
Дуби в «Наших гаях»
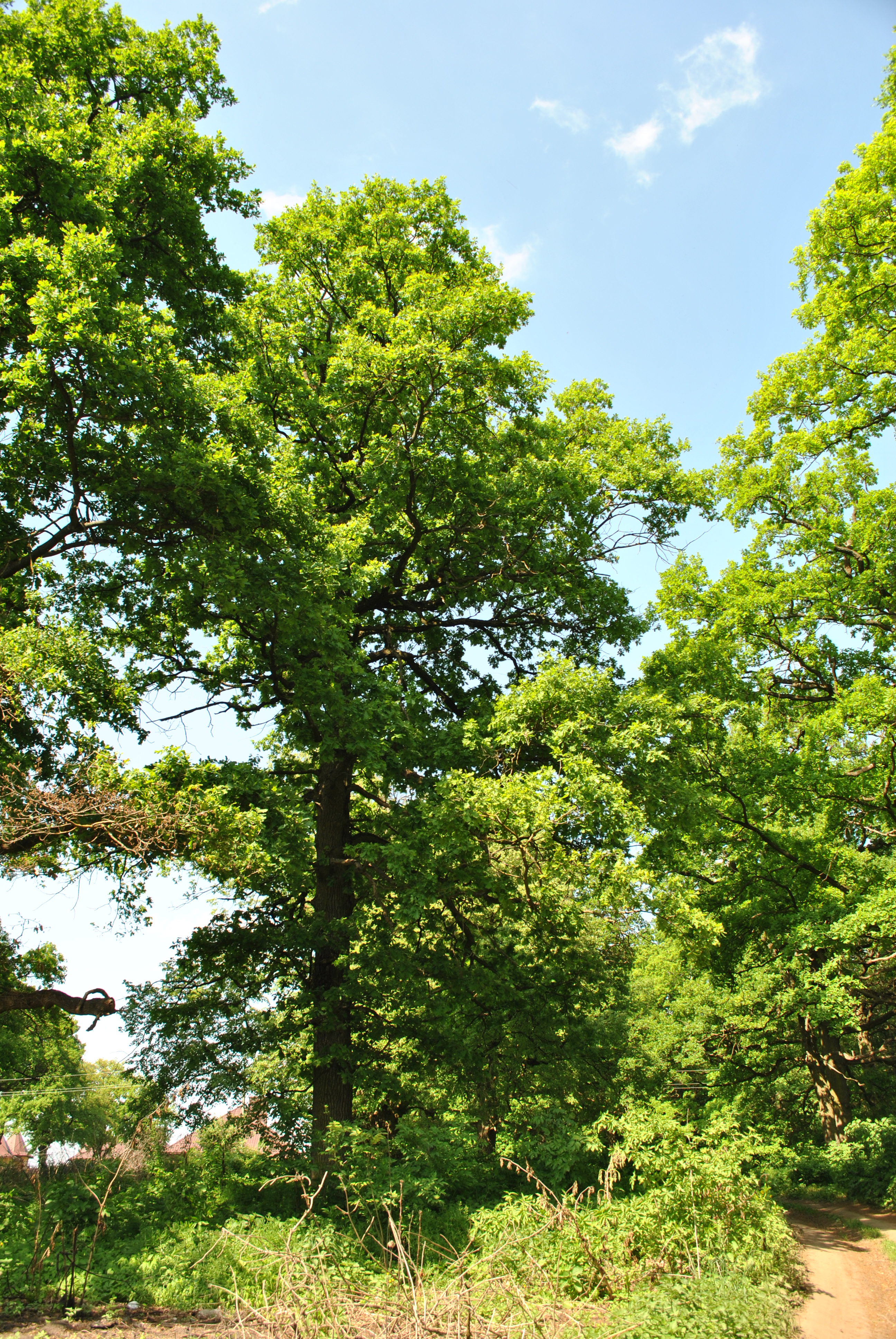
Дуби в «Наших гаях»
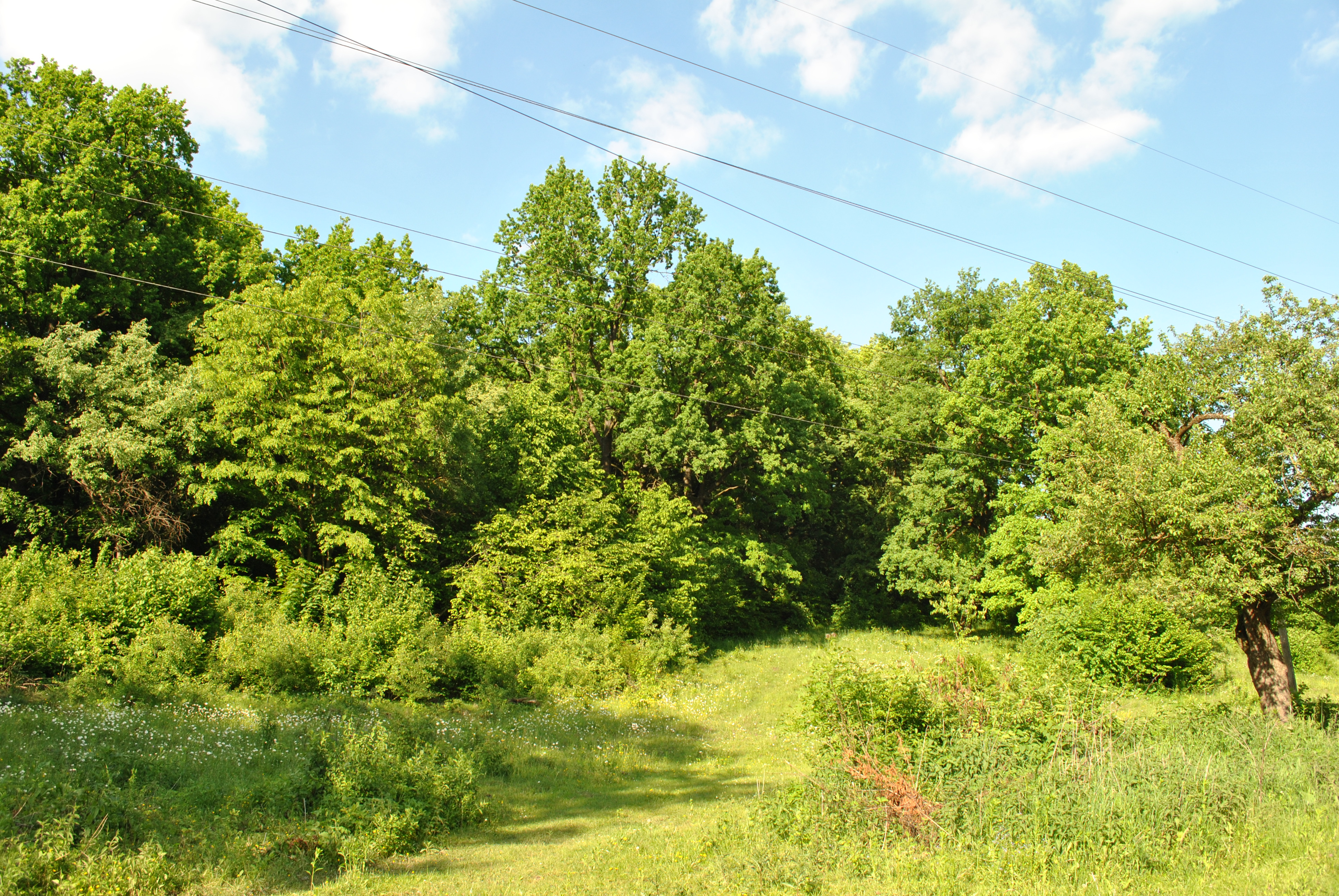
Гай у західній частині села
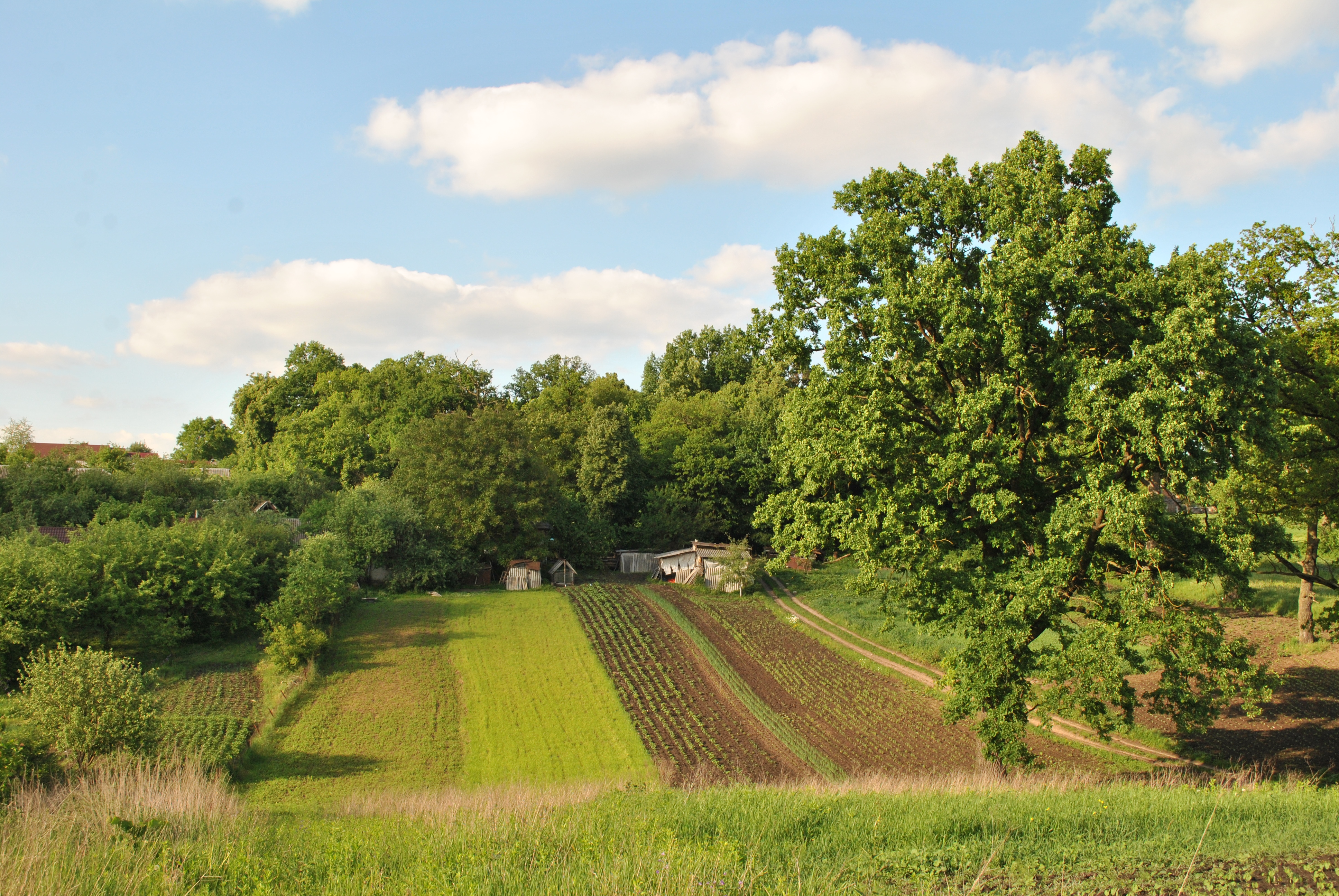
Гай між вул. парковою та Лесі Українки
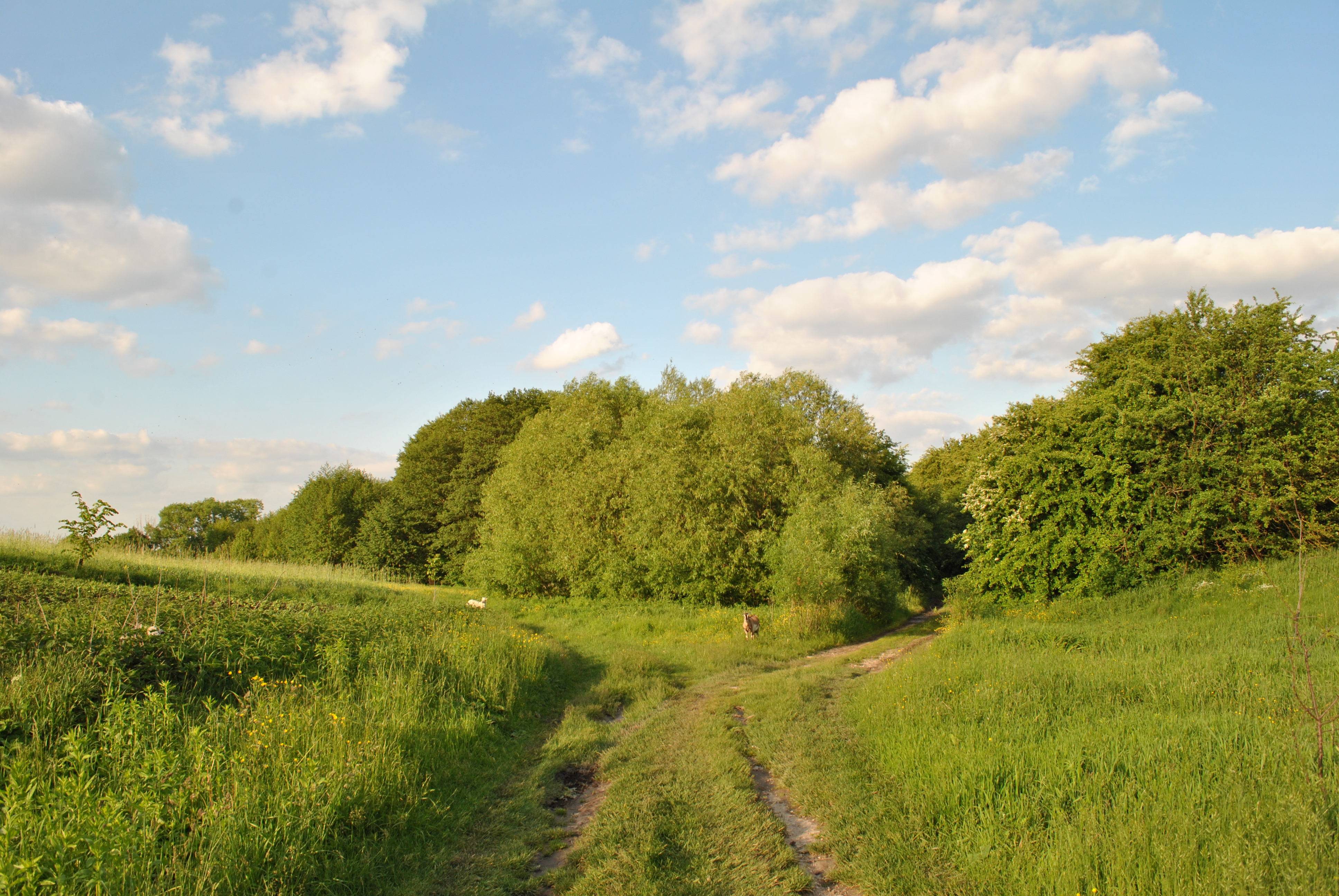
Гай у східній частині села